# Замошье (деревня, Западнодвинский муниципальный округ)
 Замошье  — деревня в Западнодвинском муниципальном округе Тверской области.

## География
Находится в юго-западной части Тверской области на расстоянии приблизительно 13 км по прямой на восток-северо-восток по прямой от районного центра города Западная Двина.

## История
Деревня была отмечена на карте, известной как «трехкилометровка Шуберта» (1846—1863 года). В 1927 году здесь было отмечено 19 дворов. До 2020 года деревня входила в состав ныне упразднённого Западнодвинского сельского поселения.

## Население
Численность населения: 4 человека (русские 75 %) в 2002 году, 1 в 2010.